# Charat (distrito)
Charat é um distrito do Peru, departamento de La Libertad, localizada na província de Otuzco.

## Transporte
O distrito de Charat é servido pela seguinte rodovia:
- LI-111, que liga o distrito à cidade de Cascas
- LI-112, que liga o distrito à cidade de Cascas
- LI-114, que liga o distrito de Huamachuco  à cidade de Otuzco
- LI-113, que liga o distrito à cidade de Huaranchal[1][2][3]